# Dendrobium scirpoides
Dendrobium scirpoides är en orkidéart som beskrevs av Rudolf Schlechter. Dendrobium scirpoides ingår i släktet Dendrobium, och familjen orkidéer. Inga underarter finns listade i Catalogue of Life.